# Theodor Fontane
Theodor Fontane (Neuruppin, Brandeburgo, 30 de diciembre de 1819-Berlín, 20 de septiembre de 1898) fue un novelista y poeta alemán, considerado el principal exponente del realismo literario en Alemania.

## Vida
Los padres de Theodor Fontane eran de origen hugonote, comunidad industriosa llegada de Francia, que llegó a ser casi un cuarto de la población berlinesa. 
Fontane era uno de los hijos del farmacéutico Louis Henri Fontane, que se casó en 1819 con Emilie Labry. Vivió hasta los siete años en su ciudad natal de Neuruppin; en ese momento la familia se mudó a Swinemünde, puerto del Báltico, debido a que el padre tuvo que vender su farmacia para pagar deudas de juego. Esa estancia grata en Neuruppin (además, fue educado en familia) la describirá en parte de su autobiografía: Meine Kinderjahre. 
Entre 1832 y 1833, Fontane estudió en la escuela secundaria Friedrich-Wilhelm de Neuruppin y pasó luego a una escuela de formación profesional en Berlín, donde se hospedó con un tío. En 1835 conoció a la que sería su novia diez años más tarde, Emilie Rouanet-Kummer, y la ciudad se convertirá en su segundo lugar de referencia.
En 1836 interrumpió sus estudios en dicha escuela para trabajar como aprendiz de Farmacia. En 1839 publicó su primer texto, "Geschwisterliebe" ("Amor Fraternal"), y ese mismo año terminó su carrera como farmacéutico. En 1840 obtuvo un puesto como ayudante de farmacia en Burg cerca de Magdeburgo y empezó a escribir sus primeros poemas. En 1841 enfermó de fiebre tifoidea. Después de recuperarse en la casa de sus padres en Letschin, trabajó como ayudante de farmacia en Leipzig y Dresde, para finalmente trabajar en la farmacia de su padre en Letschin.
En 1843 fue introducido en el club literario berlinés "Tunnel über der Spree" del que pasó a ser miembro regular al año siguiente. En este club tuvo contacto con los más importantes intelectuales berlineses de su tiempo. En 1845, tras un año de servicio militar voluntario, emprendió un viaje de 14 días por Inglaterra invitado por un compañero de escuela. Al regresar, trabajó una vez más con su padre en Letschin, pero regresó definitivamente a Berlín para trabajar en la "Farmacia Polaca" del Dr. Julius Eduard Schacht. El 8 de diciembre de 1845 se comprometió con su novia. Y en marzo de 1847 obtuvo su licencia de "Farmacéutico de Primer Grado". 
Al año siguiente, Fontane luchó como revolucionario en las "barricadas" de Berlín en marzo de 1848, lo que supone un giro en su vida. A continuación, publicó cuatro textos radicales en el Berliner Zeitungs-Halle el órgano oficial de un partido demócrata.
El 30 de septiembre de 1849 decidió abandonar definitivamente la profesión de farmacéutico y trabajar ya como escritor independiente. En un principio escribió textos políticos para el periódico demócrata-radical Dresdner Zeitung, hasta el año siguiente. En 1850 se casó con su prometida, Emilie Rouanet-Kummer. La pareja tuvo problemas financieros, por lo que Fontane aceptó trabajar para la Centralstelle für Preßangelegenheiten (Oficina para Asuntos de Prensa), parte de los servicios de inteligencia prusianos, que se dedicaba a promover una agenda de nacionalismo pangermánico en la prensa de los distintos reinos y territorios alemanes. 
Para este organismo hizo un viaje a Londres en 1852. donde luego vivió como corresponsal entre 1855 y 1859. Profundiza en la historia y en la política, lo que supone una verdadera evolución mental.
Esperando ahora un aumento de libertades con el cambio en el trono de Prusia, renunció a su puesto de corresponsal y regresó a Berlín. Al no poder encontrar un puesto de trabajo, se dedicó a la literatura de viajes, que por aquel entonces tenía gran popularidad, pues pocos se podían dar el lujo de un viaje.

## Periodista y escritor
Empezó escribiendo historias de su ciudad natal, Neuruppin, que aparecieron en el periódico Kreuzzeitung y que en 1861 formaron un pequeño libro titulado "El condado de Ruppin" (Grafschaft Ruppin). Al año siguiente apareció una segunda edición que ya llevaba el sobretítulo de Paseos por la Marca de Brandeburgo (Wanderungen durch die Mark Brandenburg). Fontane trabajó en este título hasta pocos años antes de su muerte, expandiéndolo y revisándolo hasta la quinta edición. Los "Paseos" son la piedra angular y base de su futura obra. Casi todas sus novelas están escenificadas en Brandeburgo y Berlín.
En 1860 se unió a la redacción del periódico conservador-reaccionario de orientación pietista Neue Preußische Zeitung en el que Bismarck formó parte del comité fundador. Trabajó en este periódico hasta 1870, aunque no estaba de acuerdo con sus ideas, como se reflejaba en la distancia de sus artículos. En 1864 viajó a Copenhague, donde escribió sobre la Guerra de los Ducados entre Dinamarca y Prusia.

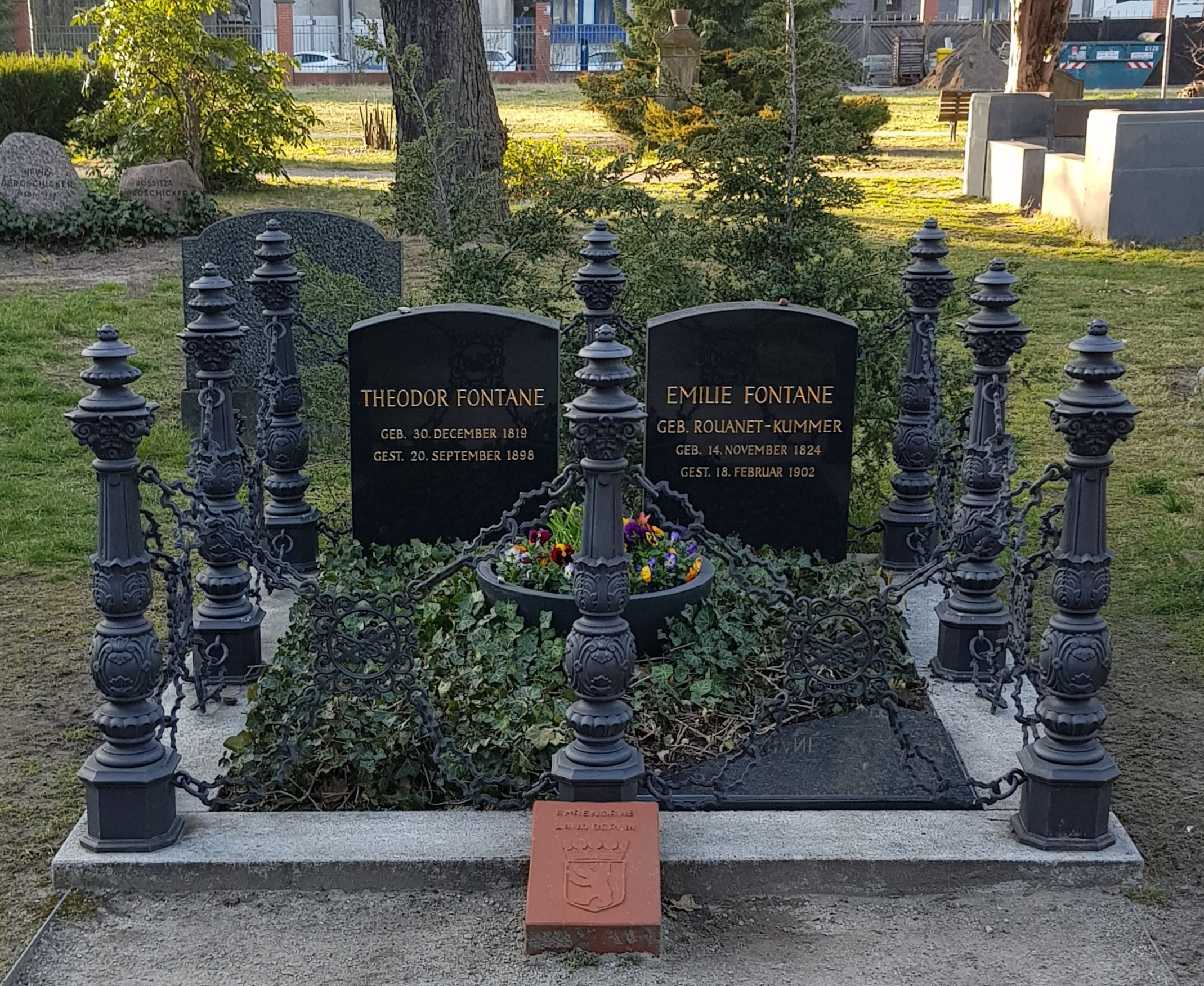
Tumba de Theodor Fontane y su esposa, 2022.

A partir de 1870 Fontane se dedicó a la crítica teatral. Ese mismo año tomó unas vacaciones en París durante la guerra franco-prusiana. En Francia fue arrestado bajo la sospecha de ser espía prusiano, pero tras una intervención de Bismarck fue puesto en libertad. 
Entre 1874 y 1876 Fontane y su esposa hicieron diversos viajes a Italia, Austria y Suiza. Al terminar estos viajes decidió dejar de colaborar con periódicos, queriendo nuevamente trabajar como escritor independiente. Desde entonces escribió numerosos textos hasta que en 1892 enfermó de isquemia cerebral. El doctor le recomendó como terapia escribir los recuerdos de su niñez. 
Fontane siguió este consejo con tan afortunado éxito, que logró escribir importantes novelas: la primera de ellas fue  Antes de la tormenta (1878), Grete Minde (1880), La adúltera (1882), La elección del capitán von Schach (1882), hasta llegar a su obra maestra, Effi Briest (1896); o bien desde Cécile (1887), Errores y extravíos (1888), Jenny Treibel (1892), hasta llegar a su gran y más compleja novela El Stechlin (1899). Además de los relatos de su vida, como De veinte a treinta (Von Zwanzig bis Dreißig, segundo tomo de su autobiografía). 
Fontane murió el 20 de septiembre de 1898 en Berlín. Fue enterrado en el cementerio II de la comunidad francesa de Berlín.

## Sobre su obra
Thomas Mann, que alabó la madurez tardía del escritor, por su sentido de la justicia y su sabiduría, y llegó a decir que si tuviera que reducir su biblioteca a solo seis libros, Effi Briest sería uno de ellos.
Fontane es considerado el más importante representante del realismo literario en Alemania. Fontane "percibe, acercándose así a Tolstoi, que sus conflictos destacan con tanta más fuerza y autenticidad cuanto más son protagonizados por seres humanos normales". De todos modos, pese a su categoría indudable y a la agudeza de las descripciones, su realismo está algo desmenuzado y no llega a calar en el fondo, según analizó Erich Auerbach.
En sus novelas describe a sus personajes de forma detallada, incluyendo su apariencia, entorno y manera de hablar. En particular, la cuidadosa redacción del diálogo entre sus personajes, que siguen las convenciones sociales de la época, aunque revelan sus intenciones incluso de forma involuntaria, es muy admirada. A menudo la crítica del comportamiento de los personajes en el propio texto de Fontane revela una crítica implícita de la sociedad. En su estilo también está presente el humor irónico, berlinés y personal.
La importancia del autor radica "en su desvelamiento y configuración literaria de la estructura de la sociedad en el marco de la vieja y de la nueva Prusia", dice el historiador social de la literatura Georg Lukács; su lenta maduración le condujo a una visión nada complaciente con su sociedad.

## Obras
Además de sus novelas, que no empezó a escribir hasta pasados los sesenta años, y sus escritos como periodista y crítico teatral, Fontane escribió dramas, poemas, biografías, reportajes de guerra, cartas y diarios.

### Novelas, cuentos
- Geschwisterliebe (1839)
- Zwei Post-Stationen (1845)
- James Monmouth (1854)
- Tuch und Locke (1854)
- Goldene Hochzeit (1854)
- Vor dem Sturm (1878)
- Grete Minde (1880)
- Ellernklipp (1881)
- L'Adultera (1882)
- Schach von Wuthenow (1882)
- Graf Petöfy (1884)
- Unterm Birnbaum (1885)
- Cécile (1887)
- Irrungen, Wirrungen (1888)
- Stine (1890)
- Quitt (1891)
- Unwiederbringlich (1891)
- Frau Jenny Treibel (1892)
- Meine Kinderjahre (1894)
- Effi Briest (1896)
- Die Poggenpuhls (1896)
- Der Stechlin (1899)
- Mathilde Möhring (1906) ed. póstuma

### Baladas y poemas
Fontane escribió más de 250 poemas y baladas, entre ellos:
- Archibald Douglas (1854)
- Gorm Grymme (1864)
- Barbara Allen (1875)
- Die Brück' am Tay (1880)
- John Maynard (1885)
- Herr von Ribbeck auf Ribbeck im Havelland (1889)
- Silvesternacht
- Die zwei Raben

### Crónicas de viajes, reportajes de guerra, memorias
- Ein Sommer in London (1854)
- Aus England (1860)
- Jenseits des Tweed (1860)
- Wanderungen durch die Mark Brandenburg (1862-1906)
- Der Schleswig-Holsteinische Krieg im Jahre 1864 (1866)
- Reisebericht vom Kriegsschauplatz Böhmen (1866)
- Der Krieg gegen Frankreich von 1870-1871 (1873-1876)
- Kriegsgefangen 1870 (1871)
- Aus den Tagen der Occupation (1871-1872)
- Meine Kinderjahre (1894)
- Von Zwanzig bis Dreissig (1898)

## Traducciones al castellano
- Effi Briest, trad. Pablo Sorozábal, Alianza, Madrid, 1983
- Errores y extravíos, trad. Ana Pérez, Cátedra, Madrid, 1984
- El Stechlin, trad. Teresa de Zubiaurre Wagner, Alfaguara, Madrid, 1988
- Cécile,  trd. Ana María de la Fuente, Paradigma, Barcelona, 1991
- La adúltera, trad. Genoveva Dieterich, Alba, Barcelona, 2001
- Bajo el peral, trad. Xavier Parramón Chocarro, Siete Noches, Barcelona, 2008
- Irreversible,  Ediciones de 1984 (2006) ISBN 978-84-96061-77-4
- La elección del capitán von Schach, trad. Anton Dieterich, Alba, Barcelona, 2005
- Grete Minde, trad. Isabel Hernández, Ed. del Bronce, Barcelona, 2002
- Mathilde Möhring, trad. Isabel García Adánez, Velecio, Madrid, 2007
- La señora Jenny Treibel, trad. Carmen Gauger, Contraseña, Zaragoza, 2012

Los datos sobre las traducciones proceden del catálogo de la Biblioteca Nacional de España.